# Lennox Berkeley
Lennox Berkeley (Oxford, 12 de mayo de 1903 - Londres, 26 de diciembre de 1989) fue un compositor inglés autor de obras de todos los géneros, aunque la música de cámara y la música vocal son sus predilectas.
Estudió en la Escuela Gresham y en la Universidad de Oxford. Entre 1926 y 1932, permaneció en París, donde fue discípulo de Nadia Boulanger y recibió consejos por parte de Maurice Ravel.
Desde 1946 impartió clases de composición en la Royal Academy of Music de Londres. 

## Su obra

### Música instrumental
- 2 Cuartetos para cuerda (1939 y 1940).
- Trío para cuerda (1944).
- Trío, para corno, violín y piano (1954).
- Sexteto, para clarinete, corno y cuarteto de cuerda.
- Concertino, flauta, violín, violonchelo y clavecín.
- Serenata, para orquesta (1939).
- 2 Sinfonías para cuerda (1940,1958).
- Divertimento (1943).
- Nocturno (1945).
- Obertura (1947).
- Introducción y Allegro, para 2 pianos y orquesta (1938).
- 2 Conciertos para piano y orquesta (1947).
- Concierto para 2 pianos y orquesta (1948).
- Concierto, para violín y orquesta (1962).
- 5 Piezas para violín y orquesta.
- Concierto, para flauta y orquesta.

Además de las citadas, también escribió numerosas piezas para piano (Sonata, Preludios, etc.); así como distintas obras para violín solista, para guitarra, para violín y piano, alto y piano, violonchelo y piano, flauta y piano, oboe y piano.

### Música vocal
- Jonah, oratorio (1935).
- Songs, melodías para piano y orquesta (1946).
- Ronsard Sonnets (1947).
- Poems of St. Teresa of Avila (1947).
- Greek Songs (1953).
- Poems (1958).

### Música teatral
- Nelson (1953).
- A Dinner Engagement (1954).
- Ruth (1956).
- Castaway (1966).
- Autumm's Legacy (1962).

- Datos: Q514975